# Π
Π, π（パイ、ピー、古代ギリシア語: πεῖ ペー、ギリシア語: πι ピ、英語: pi [paɪ] パイ）は、ギリシア文字の第16番目の文字。/p/音を表す。数価は80。
ラテン文字の P 、キリル文字の П はこの文字に由来する。

## 音価
通常 [p] 音を表す。また現代ギリシア語で μπ の組み合わせは 、/b/ （語頭において）または /mb/ （その他の場所において）を表す。

## 起源
フェニキア文字 𐤐 （ペー）に由来する。
文字名称も古くはセム語名に由来するペーだったが、紀元前4世紀末ごろに[eː]から[iː]への変化が起きたためにπῖ（ピー）と呼ばれるようになった。

## 記号としての用法
- 一般に小文字で書いて円周率を表す。ギリシア語 περίμετρος[3][4][5]（ペリメトロス）あるいは περιφέρεια[6]（ペリペレイア、ペリフェーリア）の頭文字から取られた[注 1]。いずれも周辺・円周・周などを意味する。
- 基点付き空間 (X, x) の n 次ホモトピー群を πn(X, x) と表す。
- 数学で、π(N) のように書いて、素数計数関数を表し、N 以下の素数の個数を示す。
- 数学で、大文字で用いて集合族の直積や数列の積 (product) を表す。 例：
{\displaystyle \prod _{i=1}^{n}a_{i}=a_{1}\times a_{2}\times \cdots \times a_{n}}
- 大文字でルート系の単純ルートの集合。
- 数学で、p進体の素元を表す。
- 数学で、保型表現を表す。
- 素粒子物理学で、パイ中間子を表す。
- 場の理論（場の古典論、場の量子論）では、場に共役な運動量を表す。
- 化学で、浸透圧を表す。
- 「π結合」（化学）
- 数文字としては、80 を表す。
- ミクロ経済学で、Πは利潤関数などで利潤を表す。
- マクロ経済学で、πはフィッシャー方程式などで期待インフレ率を表す。

なお、直径を表す記号⌀（ ）（まる）の代用記号で一般に「パイ」と呼称されている記号には Φ が用いられているため、混用に注意する必要がある（「パイ」は「ファイ」の転訛）。

## 異字体
π の異字体 {\displaystyle \varpi } (TeX では \varpi) は、以下のような値を表す記号として使われる。
- 近日点黄経（英語版） - 天体力学で使用する。
- レムニスケート周率
- （基本）ウェイト
- uniformizer

## 符号位置
| 大文字 | Unicode | JIS X 0213 | 文字参照            | 小文字 | Unicode | JIS X 0213 | 文字参照            | 備考 |
| ------ | ------- | ---------- | ------------------- | ------ | ------- | ---------- | ------------------- | ---- |
| Π      | U+03A0  | 1-6-16     | &Pi; &#x3A0; &#928; | π      | U+03C0  | 1-6-48     | &pi; &#x3C0; &#960; |      |

| 記号 | Unicode | JIS X 0213 | 文字参照                | 名称            |
| ---- | ------- | ---------- | ----------------------- | --------------- |
| ϖ    | U+03D6  | -          | &piv; &#x3D6; &#982;    | GREEK PI SYMBOL |
| ∏    | U+220F  | -          | &prod; &#x220F; &#8719; | （数学記号）    |